# 페라리 400

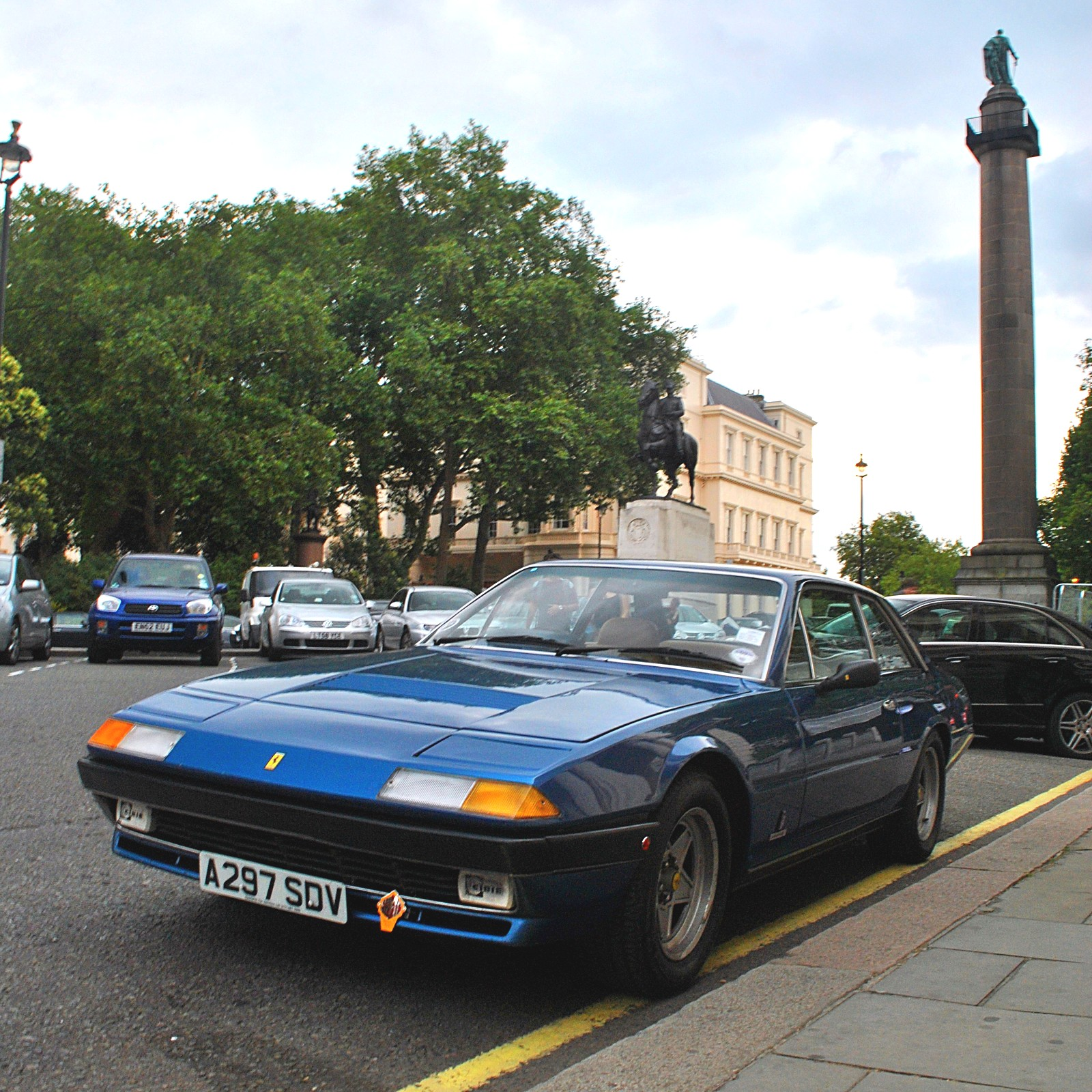

페라리 400(영어: Ferrari 400)은 페라리에서 생산했던 스포츠카이다.

## 연혁

### 1세대 400 GT (1976~1979)
페라리 사상 최초로 자동 변속기가 사용되었다.
출력은 340hp이다.